# 海綿鉄
海綿鉄（かいめんてつ、sponge iron）は、鉄鉱石を還元性ガス等の還元剤による直接還元法で製鉄した多孔質の鉄のこと。

## 特徴
- 寒冷地でも折れにくい。

## 関連文献
- 雀部高雄; 原善四郎直接製鉄法の現状について『日本金属学会会報』第2巻、第2号、日本金属学会、66-75頁、1963年。doi:10.2320/materia1962.2.66。